# Suver
Suver az Amerikai Egyesült Államok északnyugati részén, Oregon állam Polk megyéjében elhelyezkedő önkormányzat nélküli település.

## Története
A virginiai születésű Joseph Wellington Suver a Donation Land Claim Act értelmében 1845-ben jutott egy közeli földterülethez. Az Oregon & California Railroad vasútvonalának 1880-as kiépítésekor sógorától, George W. Pyburntől megvásárolta Suver területét; a megálló a Suvers (más néven Soap Creek) elnevezést viselte. A települést hivatalosan 1881-ben jegyezték be. A posta 1881-től 1935-ig működött; első vezetője Sam Cohen volt. Az 1890-es években áruház, fűrésztelep, bálterem, terménylift, vasútállomás, kovácsműhely, cipészműhely és két raktár is volt itt, 1895-ben pedig megnyílt az iskola. 1915-ben a népességszám 25 fő volt.
Az 1920-as évek közepén az Oregon Route 99W kiépülésével a teherforgalom elkerülte a települést, ezért az hanyatlásnak indult. A helység később Old Suver („régi Suver”) néven lett ismert; „új Suverként” az országúti csomópontban fekvő Suver Junctiont nevezik. A boltot 1935-ben áthelyezték Suver Junctionbe, a második világháborúban pedig a Camp Adairben szolgálók számára elérhető egyetlen magánüzlet volt.
Az 1990-es években terménylift és tűzoltóság volt itt; utóbbit azóta bezárták.

## Fordítás
- Ez a szócikk részben vagy egészben  a   Suver, Oregon című angol Wikipédia-szócikk ezen változatának fordításán alapul.  Az eredeti cikk szerkesztőit annak laptörténete sorolja fel. Ez a jelzés csupán a megfogalmazás eredetét és a szerzői jogokat jelzi, nem szolgál a cikkben szereplő információk forrásmegjelöléseként.